# Xã Grant, Quận Newaygo, Michigan
Xã Grant (tiếng Anh: Grant Township) là một xã thuộc quận Newaygo, tiểu bang Michigan, Hoa Kỳ. Năm 2010, dân số của xã này là 3.294 người.